# Fractolatirus
Fractolatirus là một chi ốc biển, là động vật thân mềm chân bụng sống ở biển trong họ Fasciolariidae.

## Các loài
Các loài trong chi Fractolatirus gồm có:
- Fractolatirus normalis Iredale, 1936[2]